# Viljoejsk
Viljoejsk (Russisch: Вилюйск; Jakoets: Бүлүү) is een stad in de Russische autonome republiek Jakoetië. De stad ligt aan de rivier de Viljoej (Вилюй), 600 km ten westen van Jakoetsk.
De nederzetting Tioekanskoje of Verchneviljoejskoje werd door de Kozakken in 1643 gesticht als overwinteringsplaats. In 1783 werd de stad Olensk op de plaats gebouwd. De huidige naam werd in 1821 verkregen.
Oeloesen: Abyjski · Aldanski · Allaichovski · Amginski · Anabarski · Boeloenski · Verchneviljoejski · Verchnekolymski · Verchojanski · Viljoejski · Gorny · Zjiganski · Kobjajski · Lenski · Megino-Kangalasski · Mirninski · Momski · Namski · Nerjoengrinski · Nizjnekolymski · Njoerbinski · Ojmjakonski · Olenjokski · Oljokminski · Srednekolymski · Soentarski · Tattinski · Tomponski · Oest-Aldanski · Oest-Majski · Oest-Janski · Changalasski · Tsjoeraptsjinski · Eveno-Bytantajski

Bestuurlijk centrum: Jakoetsk

Grote steden: Aldan · Lensk · Mirny · Nerjoengri · Njoerba · Oedatsjny · Oljokminsk · Pokrovsk · Srednekolymsk · Tommot · Verchojansk · Viljoejsk